# Dance Nation
Dance Nation is een muziekproject dat in 2001 door Rob Janssen (bekend als DJ Rob), Brad Grobler en Jo van Galen (Dj Jo de Graaf) is opgericht.

## Geschiedenis
Voor hun eerste nummer Sunshine werden de broers Marco en Leon Yap gevraagd als de nieuwe gezichten van Dance Nation. Het nummer werd in 2001 populair op Ibiza. Een paar maanden later sloeg het ook aan in andere Europese landen. Danceact R.I.O. heeft zelfs samples hiervan gebruikt voor hun hit Miss Sunshine.
Voor hun tweede single Dance! werd de hulp ingeroepen van de zangeres Kim V, de zanger Sean en de dansers Deniz en Metin. Ook dit nummer deed het goed. Words en You Take Me Away werden de opvolgers. Ondertussen hebben de producers onder de naam Bradski & Jenski ook al een aantal platen uitgebracht. In de zomer van 2003 hadden ze in Duitsland een hit met het nummer My First Love. Dit was een samenwerkingsverband met Lovestern Galagtika Project.
In 2004 brachten Rob en Grad de single I'm Gonna Get You onder de naam Double Nation uit. Het nummer kwam oorspronkelijk van Bizarre Inc.
In 2010 werd de nieuwe zangeres Sandrine geïntroduceerd met de single Great Divide. In samenwerking met haar werd Surround Me uitgebracht.

## Discografie

### Albums
| Album met eventuele hitnotering(en) in de Nederlandse Album Top 100 | Datum van verschijnen | Datum van binnenkomst | Hoogste positie | Aantal weken | Opmerkingen |
| ------------------------------------------------------------------- | --------------------- | --------------------- | --------------- | ------------ | ----------- |
| One Nation                                                          | 2001                  | -                     |                 |              |             |

### Singles
| Single met eventuele hitnotering(en) in de Nederlandse Top 40 | Datum van verschijnen | Datum van binnenkomst | Hoogste positie | Aantal weken | Opmerkingen                                           |
| ------------------------------------------------------------- | --------------------- | --------------------- | --------------- | ------------ | ----------------------------------------------------- |
| Sunshine                                                      | 27-08-2001            | 22-09-2001            | 21              | 9            | Nr. 25 in de Single Top 100 / Dancesmash op Radio 538 |
| Dance!                                                        | 17-06-2002            | 29-06-2002            | 30              | 5            | Nr. 46 in de Single Top 100 / Dancesmash op Radio 538 |
| Words                                                         | 25-11-2002            | 14-12-2002            | tip4            | -            | Nr. 55 in de Single Top 100                           |
| Ridin' high                                                   | 01-07-2006            | 12-08-2006            | tip16           | -            | Nr. 43 in de Single Top 100                           |
| Great divide                                                  | 2010                  | 26-06-2010            | 34              | 3            | Nr. 94 in de Single Top 100                           |